# Furnari
Furnari ist eine Stadt der Metropolitanstadt Messina in der Region Sizilien in Italien mit 4178 Einwohnern (Stand 31. Dezember 2023).

## Lage und Daten
Furnari liegt 59 Kilometer westlich von Messina. Die Einwohner arbeiten hauptsächlich in der Landwirtschaft.
Die Nachbargemeinden sind Falcone, Mazzarrà Sant’Andrea, Terme Vigliatore und Tripi.
Der Yachthafen Portorosa ist einer der größten Yachthäfen auf Sizilien.

## Geschichte
Der Ort wurde im 14. Jahrhundert gegründet.

## Sehenswürdigkeiten
Sehenswert ist die Pfarrkirche Santa Croce aus dem 16. Jahrhundert, im Inneren befindet sich ein hölzernes Kreuz aus dem Jahre 1630.